# Elisabet Domitien
Elisabeth Domitien (Lobaye, Ubangi-Shari,  República Centreafricana, 1925 - Bimbo, Ombella-Mpoko, República Centreafricana, 26 d'abril de 2005) empresària i política, va exercir com a primera ministra de la República Centreafricana entre 1975 i 1976. Ella va ser la primera dona a ocupar el càrrec, i la primera dona a servir com a primera ministra d'un país a tot l'Àfrica subsahariana.

## Primers anys de vida i formació
La família de Domitien tenia una plantació i el seu pare treballava al servei postal, mentre la seva mare era pagesa. Ella era la filla gran i l'única noia. Va rebre només una instrucció rudimentària de lectura i escriptura en una escola catòlica i va aprendre a cuinar i a cosir. Va passar gran part del temps treballant al camp i ajudava a vendre productes de la granja. Tanmateix, va aprendre de números i es va establir com a agricultora i empresària. Va començar a vendre joies i tapisseries, i a aplicar el seu talent com a  modista. Tenia una forta personalitat i era emprenedora, cosa que la va fer popular entre les dones del poble i una líder informal a la comunitat. Als 20 anys es va implicar en la lluita d'alliberament i va donar suport a Barthélemy Boganda.

## Vida política
Domitien va mobilitzar la població amb els seus discursos a Sangho, va ajudar a unir diferents grups i va crear un sentit d'identitat nacional. Va ser molt activa dins de la Unió de Dones Centreafricanes [Union Féminine Centrafricaine, UFCA], fundada l'any 1964, on va conèixer defensores dels drets de les dones com Marie Josèphe Zani-Fè Touam Boana, Thérèse Gaba, Elisabeth Yassengou o Gertrude Dallot-Béfio. Es va convertir en cap del grup de dones del moviment independentista, el Moviment per a l'Evolució Social de l'Àfrica Negra (MESAN).
Va col·laborar estretament amb Barthélémy Boganda, el fundador del moviment, i es va convertir en presidenta del partit el 1953. El país es va independitzar el 1960 i Domitien va col·laborar amb el primer president de la República Centreafricana, David Dacko, i el comandant en cap, Jean-Bédel Bokassa. Va servir com a assessora política tant dels líders com de la gent comuna, intentant conciliar els diferents interessos i millorar el nivell de vida de la població. Dacko va governar de manera autoritària i el país aviat es va convertir en un estat de partit únic amb MESAN com a únic partit legal. El 1965 Bokassa va prendre el poder en un cop d'estat, va abolir la constitució, va dissoldre el parlament i es va nomenar cap del partit, estat i govern amb poder legislatiu i executiu.
L'any 1972 Bokassa es va declarar president vitalici i va nomenar Domitien vicepresidenta del partit. El 1973 va dirigir el primer congrés nacional d'agricultors d'Àfrica Central. Era intel·ligent i treballadora, atreia la població i servia com la força unificadora que necessitava Bokassa. El 1974 es va declarar mariscal. Tenia un gabinet en el qual els ministres canviaven constantment i el 2 de gener de 1975 formà un nou govern. Aleshores Bokassa va introduir el càrrec de primer ministre i Elisabeth Domitien va ser nomenada per al càrrec. Era l'Any Internacional de la Dona i Bokassa va voler atreure's una nota positiva per a si mateix a nivell internacional nomenant una dona per a un lloc de lideratge. Va ser la primera dona que era primera ministra d'una nació africana.
Domitien va treballar per enfortir els ingressos i la posició de les dones i en el seu govern hi havia altres dones, com la senyora Christiane Gbokou, com a ministra d'Hisenda. Va ser criticada per algunes persones del CAR pel suport que va donar a Bokassa. Segons ella, la població hauria de seguir el seu líder; paral·lelament, exigia que el president respectés el poble i en salvaguardés els interessos. No va tenir por d'expressar la seva opinió, fins i tot al president, i va fer sortir moltes persones de la presó després de ser arrestades sense judici. La seva relació amb Bokassa es va agreujar quan ell va voler proclamar-se emperador. Quan Domitien s'hi va oposar, va ser acomiadada ràpidament i el seu gabinet va ser destituït (7 d'abril de 1976).
Amb l'enderrocament de Bokassa el setembre de 1979, Domitien va ser arrestada i jutjada per l'acusació d'encobrir l'extorsió comesa per Bokassa durant el seu mandat com a primera ministra. Va ser jutjada el 1980 i va complir una breu pena de presó, després de la qual se li va prohibir tornar a la política. El 1981, els militars van tornar a prendre el control i van governar durant 12 anys. El 1993 van ser substituïts per un govern civil i Ange-Félix Patassé va ser elegit president. Domitien va rebre una compensació pel tracte injust al qual havia estat exposada. Va continuar sent una figura destacada, tant com a antiga política com també com a dona de negocis, i va ser enterrada amb honors oficials quan va morir el 2005.

## Vida personal
Domitien es va casar dues vegades; el seu primer marit va ser Jean Baka, que era comptable en una empresa fluvial i feia el desplaçament d'anada i tornada entre Bangui i Brazzaville. Van tenir una filla, Beatrice, el 1941, però finalment es van divorciar. Més tard, Domitien es va casar amb el senyor Ngouka-Langadiji, que era alcalde, va tenir diverses dones i dirigia una plantació de cafè a la regió de Mobaye, a l'est de la capital. Després de casar-se Elisabeth Domitien vivia sola a Bangui, i el seu marit anava a visitar-la.

## Reconeixement i memòria
A Bimbo, el Centre Hospitalier Universitaire Maman Elisabeth Domitien és una important institució sanitària de la República Centreafricana que porta el seu nom.